# Zuko Džumhur
Zuko Džumhur (24. září 1920 Konjic, Království Srbů, Chorvatů a Slovinců – 27. listopadu 1989 Herceg Novi, Socialistická federativní republika Jugoslávie), vlastním jménem Zulfikar, byl bosenskohercegovský spisovatel, cestovatel a cestopisec, filmový a televizní scenárista a kreslíř bosňáckého původu.

## Životopis
Narodil se do rodiny islámského duchovního Abduselama Džumhura (1885–1933) a Vasviji Rufo (1900–1978). Abduselam byl za svou inklinaci k srbské (jihoslovanské) národní myšlence za první světové války internován v rakousko-uherském internačním táboře v aradské pevnosti. Roku 1920 se rodina přemístila z Konjice do Bělehradu, kde otec získal práci imáma. Po Abduselamově smrti se pak přestěhovala do Sarajeva. V bosenskohercegovské metropoli Zuko dokončil střední školu. Roku 1939 se zapsal na Právnickou fakultu Univerzity v Bělehradě, ale brzy přešel na Akademii výtvarných umění
Jeho mladší bratr Džemal (1925–1945) byl na konci ustašovské vlády v Sarajevu odsouzen k pěti letům vězení, ale fašisté jej nakonec spolu s dalšími zatčenými levicovými aktivisty popravili v koncentračním táboře Jasenovac.
První kresby Zuko uveřejnil v listu Narodna armija (Lidová armáda) roku 1947. Později uveřejňoval své výtvarné práce v periodikách Jež, Borba, Politika, Oslobođenje, NIN aj. Za svůj život uveřejnil na 10 000 karikatur. Napsal scénáře k několika krátkometrážním a třem hraným filmům. Pro TV Sarajevo připravoval oblíbený cestovatelský pořad Hodoljublje (Cestomilství).
Zuko si vzal za manželku Veziru, dceru Maliće Pelivanoviće (mezi světovými válkami jugoslávského poslance původem z kosovské Gory), s níž přivedl na svět dceru Donizadu (vdanou Milatović).
Zemřel v černohorském letovisku Herceg Novi, ale pohřben byl 29. listopadu 1989 v rodném Konjici.
Rodný dům Zuka Džumhura v Konjici od roku 2011 tvoří součást Regionálního muzea Konjic.

## Dílo
- Nekrolog jednoj čaršiji (Nekrolog jednoho mikrokosmu, Sarajevo 1958, 1996, 2004, Beograd 1982), cestopisy
- The Neretva valley (Neretvanské údolí, Mostar 1967), turistický průvodce, německy: Durch das Tal der Neretva (Mostar 1968), francouzsky: La vallée de la Neretva (Mostar 1968)
- Pisma iz Azije (Listy z Asie, Mostar 1973, 1974, 1983, 1991), dopisy z cest
- Hodoljublja (Cestomilství, Zagreb 1982), cestopisy
- Putovanje bijelom lađom (Cesty v bílém člunu, Sarajevo 1982), cestopisy
- Izabrana djela I–VII (Vybrané spisy: Nekrolog jednoj čaršiji, Pisma iz Azije, Putovanje bijelom lađom, Hodoljublja, Pisma iz Afrike i Evrope, Stogodišnje priče, Adakale, 7 sv., Sarajevo 1991), vybrané spisy
- Putopisi (Cestopisy, ed. Fahrudin Rizvanbegović, součást edice Bošnjačka književnost u 100 knjiga, Sarajevo 1997), cestopisy
- Putopisi (Cestopisy, ed. Alija Pirić, Sarajevo 2000), cestopisy
- Putopisi (Cestopisy, ed. Fahrudin Rizvanbegović, Sarajevo 2000), cestopisy